# Pervopečatnik Ivan Fёdorov
Pervopečatnik Ivan Fёdorov (Первопечатник Иван Фёдоров) è un film del 1941 diretto da Grigorij Alekseevič Levkoev.